# Eulerdiagram

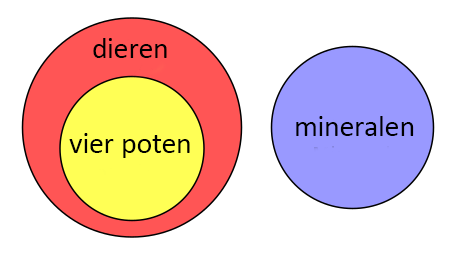
Eulerdiagram

Een eulerdiagram is een hulpmiddel om verzamelingen en hun relaties met behulp van cirkels visueel weer te geven. Het eerste gebruik ervan wordt over het algemeen toegeschreven aan de Zwitserse wiskundige Leonhard Euler (1707-1783). Eulerdiagrammen lijken veel op venndiagrammen.
Een eulerdiagram bestaat uit een rechthoek met daarbinnen een of meer cirkels. De rechthoek wordt als de kaart gezien, waarin alle objecten van de wereld kunnen worden gevat. Dat kunnen dingen, mensen of dieren zijn. Hierin worden cirkels getekend die verzamelingen weergeven van dezelfde soort  objecten. Door cirkels binnen andere cirkels te tekenen worden relaties gedefinieerd, alle objecten in de binnenste cirkel maken ook deel uit van de buitenste cirkel. Door cirkels met andere cirkels te laten snijden wordt aangegeven dat een deel van de omschreven objecten ook tot de andere verzameling behoren, maar dat dit niet per se voor alle objecten geldt.
Zo wordt in de afbeelding hiernaast weergegeven dat de dieren een deelverzameling hebben, de dieren met vier poten, maar dat mineralen geen dieren zijn.

## Websites
- What are Euler Diagrams?, 2004.